# Ginásio Nilson Nelson
O Ginásio Nilson Nelson, anteriormente conhecido como Ginásio de Esportes Presidente Médici e atualmente chamado de Arena BRB Nilson Nelson devido a motivos de patrocínio, é um ginásio de esportes multiúso localizado na cidade de Brasília, junto ao Eixo Monumental (Via N1 Oeste), entre o Estádio Nacional Mané Garrincha e o Palácio do Buriti. Faz parte do Complexo Poliesportivo Ayrton Senna.
A Arena BRB Nilson Nelson é utilizada pelo time de basquete BRB Brasília, um dos representantes da capital federal no NBB, o principal campeonato de basquete do Brasil. O Ginásio também foi casa da equipe Lobos Brasília, um dos times mais tradicionais de basquete do país e o segundo maior campeão do NBB, mas que atualmente está com suas atividades suspensas. Curiosamente, o projeto arquitetônico do ginásio foi concebido pelos arquitetos Ícaro de Castro Mello, Eduardo de Castro Mello e Cláudio Cianciarullo inspirado justamente em uma tabela de basquete. O projeto da estrutura da cobertura ficou a cargo do engenheiro Hans Eger, o mesmo que calculou o Anhembi.
O ginásio foi inaugurado em 21 de abril de 1973, com capacidade para 24.000 espectadores. Seu primeiro evento foi o 1º campeonato internacional de Futebol de salão no qual participaram Palmeiras, Corinthians, Grajaú Tenis Clube (RJ), SUMOV do Ceará, Minas Brasília Tenis Clube e a Seleção do Paraguai, depois a apresentação da Vila Sésamo e seus famosos personagens: Garibaldo, Ana Maria e Gugu. O Presidente Médici, que originalmente dava nome ao ginásio, estava presente na tribuna de honra.
Em seus primeiros anos, o ginásio sediou importantes atrações, como a luta de boxe pelo título mundial dos pesos pena, entre o brasileiro Éder Jofre e o cubano naturalizado espanhol José Legra, em 5 de maio de 1973, e um show do conjunto musical Jackson 5, em 22 de setembro de 1974.
Foi finalmente rebatizado em 1º de agosto de 1987, quando recebeu o nome de Ginásio Nilson Nelson em homenagem ao jornalista esportista gaucho Nilson Nelson, presidente da Associação Brasiliense de Cronistas Esportivos falecido meses antes.
 Em 1º de janeiro de 1991, seu teto desabou devido a um forte temporal e só foi reconstruído após alguns anos. Em 2008, a arena passou por uma grande reforma,com projeto do arquiteto Eduardo de Castro Mello, orçada em R$ 15 milhões, para abrigar o Campeonato Mundial de Futsal daquele ano.

## Estrutura

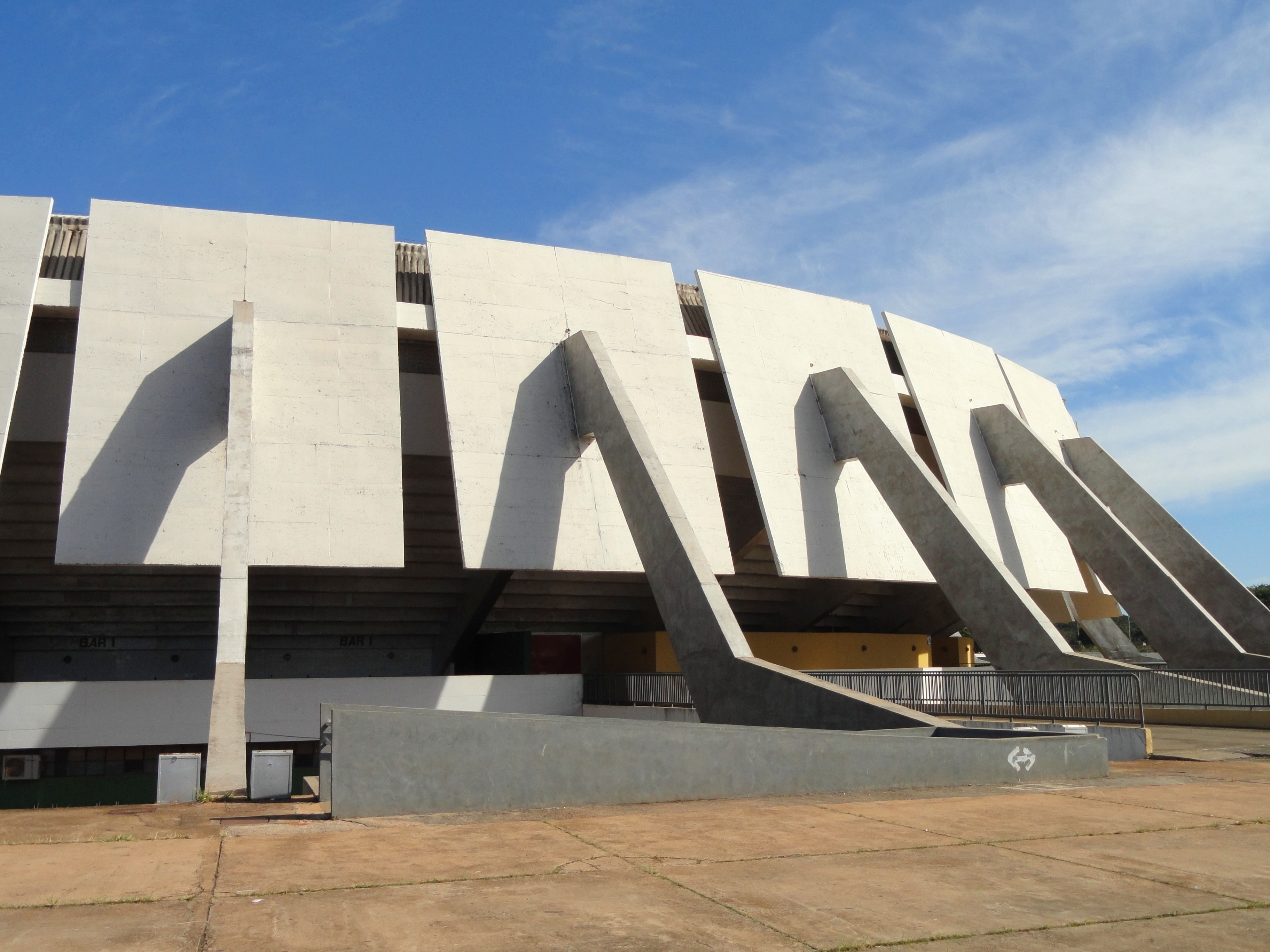
220px Estruturas de sustentação do ginásio

O Ginásio Nilson Nelson e seu prédio anexo possuem seis vestiários, quadra de aquecimento, sala de ginástica e musculação e uma quadra poliesportiva. A estrutura credencia o equipamento esportivo a receber delegações internacionais em treinamento para os Jogos Olímpicos de 2016. A arena multiuso também conta com 84 câmeras de vigilância espalhadas por suas áreas interna e externa.
Embora sua capacidade oficial ainda seja de 16.000 pessoas em competições esportivas, o número de assentos instalados para o público no ginásio foi reduzido em 2012 para cerca de 11.000, atendendo à solicitação do Corpo de Bombeiros do Distrito Federal para dar melhor vazão às saídas de emergência durante outros eventos, como shows musicais. Nessas ocasiões, a capacidade do Nilson Nelson cai para 14.666 pessoas, com lotação máxima de 3.168 espectadores na área central (pista).

### Mapa de assentos
| Setor                 | Quantidade de assentos: 11.397 | Quantidade de assentos: 11.397 | Quantidade de assentos: 11.397 | Quantidade de assentos: 11.397 | Quantidade de assentos: 11.397 | Quantidade de assentos: 11.397 | Quantidade de assentos: 11.397 |
| --------------------- | ------------------------------ | ------------------------------ | ------------------------------ | ------------------------------ | ------------------------------ | ------------------------------ | ------------------------------ |
| Arquibancada Superior | Verde 1.319                    | Lilás 1.276                    | Amarelo 1.413                  | Vermelho 1.425                 | Azul 1.198                     | Laranja 1.197                  | Total 7.828                    |
| Cadeiras Inferiores   | Verde 546                      | Lilás 694                      | Amarelo 543                    | Vermelho 707                   | T. Honra 501                   | T. Imprensa 196                | Total 3.187                    |

## Basquetebol
O Ginásio Nilson Nelson é uma das casas do BRB Brasília Basquete para a disputa de partidas oficiais e amistosas de basquetebol. Devido à sua maior capacidade e segurança, a arena é utilizada pela equipe brasiliense para jogos importantes, como as fases finais do campeonato nacional.
O Lobos Brasília é detentor do maior público registrado em uma partida de basquete realizada no Brasil, com 24.286 torcedores na histórica vitória de 101 a 76 contra o Flamengo, em partida realizada no dia 1º de maio de 2007 no Nilson Nelson.
O recorde do Novo Basquete Brasil também é do Lobos Brasília. No jogo em que venceu Franca por 77 a 68 e se sagrou campeão do NBB 2010/2011, a equipe do DF colocou 18.000 pessoas no Nilson Nelson. A torcida superou a capacidade máxima da arena, de 16.000 pessoas, sendo que os ingressos se esgotaram em menos 24 horas.

### Jogo das Estrelas do NBB 2012/2013
Os excelentes resultados do UniCEUB/BRB/Brasília e as ótimas médias de público dos torcedores brasilienses levaram a Liga Nacional de Basquete (LNB) a escolher a capital federal como sede do Jogo das Estrelas NBB na temporada 2012/2013. O evento foi realizado nos dias 1 e 2 de março de 2013, e contou com um público de cerca de 14.000 pessoas.
Na primeira noite de evento, foram disputados os torneios de enterradas e de 3 pontos, além do desafio de habilidades. O Jogo das Estrelas entre atletas brasileiros e estrangeiros do NBB 2012/2013 aconteceu na manhã do segundo dia, com transmissão ao vivo na TV Aberta, pela Rede Globo.
No mesmo fim de semana, o Ginásio Nilson Nelson recebeu as semifinais e finais da Liga de Desenvolvimento do Basquete 2012/2013, torneio sub-22 com os clubes filiados à LNB. A equipe de Bauru foi a campeã, após vencer Franca por 73 a 64. Já o Flamengo ficou em 3º lugar ao derrotar São José por 82 a 79.

| Data               | Hora  | Jogo das Estrelas | Jogo das Estrelas | Jogo das Estrelas |
| ------------------ | ----- | ----------------- | ----------------- | ----------------- |
| 2 de março de 2013 | 10:00 | NBB Brasil        | 146 x 144         | NBB Mundo         |

★ Premiações
Torneio de enterradas
- Gui Deodato -  Bauru

Torneio de 3 pontos
- Matheus Dalla -  Limeira

Desafio de habilidades
- Fernando Penna -  Pinheiros

★ Jogo das Estrelas
MVP
- Alex Garcia -  Lobos Brasília

### Campeonato Mundial de Basquetebol Feminino de 1983
O Ginásio Nilson Nelson sediou parte da primeira fase do Campeonato Mundial de Basquetebol Feminino de 1983, organizado no Brasil, ao lado de Porto Alegre, São Paulo e Rio de Janeiro. Brasília recebeu o Grupo A da competição, com Coreia do Sul, Bulgária, Cuba e Peru.
| Data                | Hora  | Partida  | Partida | Partida       |
| ------------------- | ----- | -------- | ------- | ------------- |
| 24 de julho de 1983 | 20:00 | Cuba     | 67 x 77 | Coreia do Sul |
| 24 de julho de 1983 | 21:45 | Peru     | 44 x 90 | Bulgária      |
| 25 de julho de 1983 | 20:00 | Cuba     | 60 x 76 | Bulgária      |
| 25 de julho de 1983 | 21:45 | Peru     | 49 x 89 | Coreia do Sul |
| 26 de julho de 1983 | 20:00 | Cuba     | 92 x 55 | Peru          |
| 26 de julho de 1983 | 21:45 | Bulgária | 55 x 59 | Coreia do Sul |

## Voleibol

### Liga Mundial de Voleibol Masculino

#### 2002
O Ginásio Nilson Nelson recebeu duas partidas da Seleção Brasileira de Voleibol Masculino válidas pela 1ª rodada da Fase Intercontinental da Liga Mundial de Voleibol de 2002. Nos dois jogos disputados em Brasília na ocasião, a equipe brasileira venceu a Argentina.
| Data        | Equipe #1 | Placar | Equipe #2 | 1º Set | 2º Set | 3º Set | 4º Set | 5º Set | Total | Cidade   | Público |
| ----------- | --------- | ------ | --------- | ------ | ------ | ------ | ------ | ------ | ----- | -------- | ------- |
| 28 de junho | Brasil    | 3–1    | Argentina | 23:25  | 25:17  | 25:23  | 25:20  | -      | 98:85 | Brasília | 12.500  |
| 29 de junho | Brasil    | 3–0    | Argentina | 25:21  | 25:21  | 25:19  | -      | -      | 75:61 | Brasília | 14.190  |

#### 2003
O Ginásio Nilson Nelson recebeu duas partidas da Seleção Brasileira de Voleibol Masculino válidas pela 5ª rodada da Fase Intercontinental da Liga Mundial de Voleibol de 2003. Nos dois jogos disputados em Brasília na ocasião, a equipe brasileira venceu um e perdeu o outro para a Itália.
| Data        | Equipe #1 | Placar | Equipe #2 | 1º Set | 2º Set | 3º Set | 4º Set | 5º Set | Total  | Cidade   | Público |
| ----------- | --------- | ------ | --------- | ------ | ------ | ------ | ------ | ------ | ------ | -------- | ------- |
| 21 de junho | Brasil    | 0–3    | Itália    | 27:29  | 23:25  | 19:25  | -      | -      | 69:79  | Brasília | 19.080  |
| 22 de junho | Brasil    | 3–1    | Itália    | 23:25  | 27:25  | 25:22  | 25:21  | -      | 100:93 | Brasília | 19.080  |

#### 2005
O Ginásio Nilson Nelson recebeu duas partidas da Seleção Brasileira de Voleibol Masculino válidas pela 2ª rodada da Fase Intercontinental da Liga Mundial de Voleibol de 2005. Nos dois jogos disputados em Brasília na ocasião, a equipe brasileira venceu Portugal.
| Data        | Equipe #1 | Placar | Equipe #2 | 1º Set | 2º Set | 3º Set | 4º Set | 5º Set | Total | Cidade   | Público |
| ----------- | --------- | ------ | --------- | ------ | ------ | ------ | ------ | ------ | ----- | -------- | ------- |
| 18 de junho | Brasil    | 3–1    | Portugal  | 26:24  | 25:23  | 20:25  | 25:18  | -      | 96:90 | Brasília | 19.080  |
| 19 de junho | Brasil    | 3–0    | Portugal  | 25:21  | 25:20  | 25:23  | -      | -      | 75:64 | Brasília | 19.080  |

#### 2006
O Ginásio Nilson Nelson recebeu duas partidas da Seleção Brasileira de Voleibol Masculino válidas pela 5ª rodada da Fase Intercontinental da Liga Mundial de Voleibol de 2006. Nos dois jogos disputados em Brasília na ocasião, a equipe brasileira venceu a Finlândia.
| Data         | Equipe #1 | Placar | Equipe #2 | 1º Set | 2º Set | 3º Set | 4º Set | 5º Set | Total | Cidade   | Público |
| ------------ | --------- | ------ | --------- | ------ | ------ | ------ | ------ | ------ | ----- | -------- | ------- |
| 12 de agosto | Brasil    | 3–1    | Finlândia | 22:25  | 25:19  | 25:19  | 25:20  | -      | 97:83 | Brasília | 18.762  |
| 23 de agosto | Brasil    | 3–1    | Finlândia | 25:23  | 25:21  | 23:25  | 25:23  | -      | 98:92 | Brasília | 18.762  |

#### 2009
O Ginásio Nilson Nelson recebeu duas partidas da Seleção Brasileira de Voleibol Masculino válidas pela 2ª rodada da Fase Intercontinental da Liga Mundial de Voleibol de 2009. Nos dois jogos disputados em Brasília na ocasião, a equipe brasileira venceu a Finlândia.
| Data        | Equipe #1 | Placar | Equipe #2 | 1º Set | 2º Set | 3º Set | 4º Set | 5º Set | Total   | Cidade   | Público |
| ----------- | --------- | ------ | --------- | ------ | ------ | ------ | ------ | ------ | ------- | -------- | ------- |
| 19 de junho | Brasil    | 3–2    | Finlândia | 25:22  | 26:28  | 25:16  | 23:25  | 15:9   | 114:100 | Brasília | 10.000  |
| 20 de junho | Brasil    | 3–0    | Finlândia | 25:17  | 25:19  | 25:20  | -      | -      | 75:56   | Brasília | 11.524  |

#### 2010
O Ginásio Nilson Nelson recebeu duas partidas da Seleção Brasileira de Voleibol Masculino válidas pela 2ª rodada da Fase Intercontinental da Liga Mundial de Voleibol de 2010. Nos dois jogos disputados em Brasília na ocasião, a equipe brasileira venceu um e perdeu o outro para os Países Baixos.
| Data        | Equipe #1 | Placar | Equipe #2     | 1º Set | 2º Set | 3º Set | 4º Set | 5º Set | Total  | Cidade   | Público |
| ----------- | --------- | ------ | ------------- | ------ | ------ | ------ | ------ | ------ | ------ | -------- | ------- |
| 12 de junho | Brasil    | 0–3    | Países Baixos | 24:26  | 23:25  | 23:25  | -      | -      | 70:76  | Brasília | 11.348  |
| 13 de junho | Brasil    | 3–1    | Países Baixos | 25:14  | 25:27  | 25:18  | 25:19  | -      | 100:78 | Brasília | 12.000  |

#### 2013
O Ginásio Nilson Nelson recebeu duas partidas da Seleção Brasileira de Voleibol Masculino válidas pela 4ª rodada da Fase Intercontinental da Liga Mundial de Voleibol de 2013. Nos dois jogos disputados em Brasília na ocasião, a equipe brasileira venceu a Bulgária.
| Data        | Equipe #1 | Placar | Equipe #2 | 1º Set | 2º Set | 3º Set | 4º Set | 5º Set | Total | Cidade   | Público |
| ----------- | --------- | ------ | --------- | ------ | ------ | ------ | ------ | ------ | ----- | -------- | ------- |
| 05 de julho | Brasil    | 3–1    | Bulgária  | 24:26  | 25:17  | 25:20  | 25:23  | -      | 99:86 | Brasília | 10.925  |
| 06 de julho | Brasil    | 3–1    | Bulgária  | 19:25  | 25:21  | 25:17  | 25:19  | -      | 94:82 | Brasília | 11.500  |

### Torneio Internacional de Voleibol Feminino 2011
O Ginásio Nilson Nelson recebeu três partidas da Seleção Brasileira de Voleibol Feminino em um quadrangular preparatório para Grand Prix de Voleibol de 2011. A equipe brasileira terminou a competição invicta, após vitórias contra Peru, Japão e Itália.
| Data        | Equipe #1 | Placar | Equipe #2 | 1º Set | 2º Set | 3º Set | 4º Set | 5º Set | Total  | Cidade   | Público |
| ----------- | --------- | ------ | --------- | ------ | ------ | ------ | ------ | ------ | ------ | -------- | ------- |
| 14 de julho | Japão     | 3–0    | Itália    | 25:21  | 25:19  | 25:15  | -      | -      | 75:65  | Brasília | -       |
| 14 de julho | Brasil    | 3–0    | Peru      | 25:14  | 25:15  | 25:13  | -      | -      | 75:42  | Brasília | -       |
| 15 de julho | Peru      | 1–3    | Itália    | 25:22  | 20:25  | 14:25  | 12:25  | -      | 71:97  | Brasília | -       |
| 15 de julho | Brasil    | 3–0    | Japão     | 25:21  | 25:16  | 25:22  | -      | -      | 75:59  | Brasília | -       |
| 16 de julho | Japão     | 3–1    | Peru      | 27:29  | 28:26  | 25:23  | 25:19  | -      | 105:97 | Brasília | -       |
| 16 de julho | Brasil    | 3–0    | Itália    | 25:18  | 25:22  | 27:25  | -      | -      | 77:65  | Brasília | -       |

## Futsal

### Campeonato Mundial de Futsal da Fifa de 2008
Após passar por uma extensa reforma, o Ginásio Nilson Nelson sediou metade das partidas da primeira fase do Campeonato Mundial de Futsal de 2008, incluindo os jogos da Seleção Brasileira de Futsal, que foi a campeã do torneio. Além da reforma completa do ginásio, foram instalados dos painéis provisórios de LED's para transmissão das partidas.
Incluindo a partida de abertura do Mundial, o ginásio recebeu 20 jogos, sendo 9 pelo Grupo A, 9 pelo Grupo C, 1 pelo Grupo B e 1 pelo Grupo D. As demais partidas da primeira fase e a finais do campeonato foram disputadas no Maracanãzinho, no Rio de Janeiro.
| 30 de Setembro | Brasil | 12 – 1    | Japão | Ginásio Nilson Nelson, Brasília |
| 10:30          |        | Relatório |       | Público: 6,572                  |

| 30 de Setembro | Cuba | 10 – 2    | Ilhas Salomão | Ginásio Nilson Nelson, Brasília |
| 12:30          |      | Relatório |               | Público: 3,231                  |

| 1 de Outubro | Guatemala | 1 – 0     | Egito | Ginásio Nilson Nelson, Brasília |
| 10:30        |           | Relatório |       | Público: 5,156                  |

| 1 de Outubro | Argentina | 5 – 0     | China | Ginásio Nilson Nelson, Brasília |
| 12:30        |           | Relatório |       | Público: 5,150                  |

| 2 de Outubro | Ilhas Salomão | 0 – 21    | Brasil | Ginásio Nilson Nelson, Brasília |
| 10:30        |               | Relatório |        | Público: 5,845                  |

| 2 de Outubro | Rússia | 10 – 5    | Cuba | Ginásio Nilson Nelson, Brasília |
| 12:30        |        | Relatório |      | Público: 3,462                  |

| 3 de Outubro | Egito | 2 – 4     | Argentina | Ginásio Nilson Nelson, Brasília |
| 10:30        |       | Relatório |           | Público: 4,385                  |

| 3 de Outubro | Ucrânia | 6 – 2     | Guatemala | Ginásio Nilson Nelson, Brasília |
| 12:30        |         | Relatório |           | Público: 4,456                  |

| 4 de Outubro | Brasil | 7 – 0     | Rússia | Ginásio Nilson Nelson, Brasília |
| 10:30        |        | Relatório |        | Público: 8,202                  |

| 4 de Outubro | Japão | 7 – 2     | Ilhas Salomão | Ginásio Nilson Nelson, Brasília |
| 12:30        |       | Relatório |               | Público: 1,785                  |

| 5 de Outubro | China | 2 – 6     | Egito | Ginásio Nilson Nelson, Brasília |
| 10:30        |       | Relatório |       | Público: 6,264                  |

| 5 de Outubro | Argentina | 2 – 2     | Ucrânia | Ginásio Nilson Nelson, Brasília |
| 12:30        |           | Relatório |         | Público: 6,335                  |

| 6 de Outubro | Japão | 4 – 1     | Cuba | Ginásio Nilson Nelson, Brasília |
| 10:30        |       | Relatório |      | Público: 5,096                  |

| 6 de Outubro | Rússia | 31 – 2    | Ilhas Salomão | Ginásio Nilson Nelson, Brasília |
| 12:30        |        | Relatório |               | Público: 5,548                  |

| 7 de Outubro | China | 1 – 10    | Guatemala | Ginásio Nilson Nelson, Brasília |
| 10:30        |       | Relatório |           | Público: 5,609                  |

| 7 de Outubro | Ucrânia | 5 – 1     | Egito | Ginásio Nilson Nelson, Brasília |
| 12:30        |         | Relatório |       | Público: 5,703                  |

| 8 de Outubro | Brasil | 9 – 0     | Cuba | Ginásio Nilson Nelson, Brasília |
| 10:30        |        | Relatório |      | Público: 8,530                  |

| 8 de Outubro | Portugal | 3 – 2     | Tailândia | Ginásio Nilson Nelson, Brasília |
| 12:30        |          | Relatório |           | Público: 4,826                  |

| 9 de Outubro | República Checa | 2 – 3     | Irã | Ginásio Nilson Nelson, Brasília |
| 10:30        |                 | Relatório |     | Público: 5,786                  |

| 9 de Outubro | Argentina | 2 – 1     | Guatemala | Ginásio Nilson Nelson, Brasília |
| 12:30        |           | Relatório |           | Público: 6,178                  |

## Boxe

### Éder Jofre
Em um dos primeiros grandes eventos realizados no Ginásio Nilson Nelson, o boxeador paulista Éder Jofre conquistou seu terceiro título mundial ao derrotar o cubano naturalizado espanhol José Legra em Brasília, no dia 5 de maio de 1973.
O pugilista, que já havia unificado os títulos mundiais na categoria Peso Galo em 1960 e 1963, levantou então o cinturão da categoria Peso Pena pelo Conselho Mundial de Boxe (CMB).
| Juiz                    | Decisão arbitral (15 assaltos) | Decisão arbitral (15 assaltos) | Decisão arbitral (15 assaltos) |
| ----------------------- | ------------------------------ | ------------------------------ | ------------------------------ |
| Jay Edson               | Éder Jofre                     | 146 x 141                      | José Legra                     |
| Newton Campos           | Éder Jofre                     | 148 x 143                      | José Legra                     |
| Lourenço Sanchez Villar | Éder Jofre                     | 143 x 143                      | José Legra                     |

### Acelino Popó Freitas
O boxeador baiano tetracampeão mundial Acelino "Popó" Freitas defendeu e manteve o cinturão da categoria Peso Superpena pela Organização Mundial de Boxe (OMB) em luta realizada no Ginásio Nilson Nelson no dia 27 de janeiro de 2001. O pugilista brasileiro derrotou o panamenho Orlando Soto por nocaute ainda no primeiro assalto.
Antes do combate principal, outras sete lutas foram realizadas no ringue montado no centro da quadra do ginásio. Além disso, os organizadores do evento pediram que os espectadores levassem donativos e destinaram parte da renda, inclusive do cachê dos puglistas, para as vítimas do terremoto que havia atingido El Salvador dias antes.
| Nocaute (1/12 assaltos) | Nocaute (1/12 assaltos) | Nocaute (1/12 assaltos) |
| ----------------------- | ----------------------- | ----------------------- |
| Popó Freitas            | 2:13                    | Orlando Soto            |

### Giovanni Andrade
O boxeador baiano campeão mundial Giovanni Andrade defendeu e manteve o cinturão da categoria Peso Supergalo pela Comissão Mundial de Pugilismo (CMP) em luta realizada no Ginásio Nilson Nelson no dia 22 de setembro de 2012. O pugilista brasileiro derrotou o argentino Luiz Alberto Cevero no 11º assalto e chegou a seu 51º nocaute, ultrapassando a marca do lendário Éder Jofre.
O evento organizado em Brasília foi batizado como "Nocaute ao Crack" e contou com apresentações de dança e de atletas de academias locais de Jiu-Jitsu, Muai Thay e Karatê. As cerca de 8.000 pessoas presentes no Nilson Nelson também puderam acompanhar uma exibição de treinamento do ex-tetracampeão mundial de boxe e então deputado federal Acelino Popó Freitas.
| Nocaute (11/12 assaltos) | Nocaute (11/12 assaltos) | Nocaute (11/12 assaltos) |
| ------------------------ | ------------------------ | ------------------------ |
| Giovanni Andrande        | 33:40                    | Luiz Alberto Cevero      |

## MMA
A partir da segunda década do século XXI, o Ginásio Nilson Nelson se transformou em uma das principais arenas para os torneios nacionais de Artes Marciais Mistas (MMA). Com a popularização do esporte no País, Brasília deixou de ser apenas uma das mais importantes cidades formadoras de atletas da modalidade, como passou ser também sede de eventos de grande repercussão, com transmissão ao vivo em canais especializados no combate.
| Data                    | Evento           | Resultados |
| ----------------------- | ---------------- | ---------- |
| 25 de fevereiro de 2010 | Bitetti Combat 6 | Lutas      |
| 17 de setembro de 2010  | Shooto Brasil 18 | Lutas      |
| 5 de novembro de 2010   | Capital Fight 3  | Lutas      |
| 3 de abril de 2011      | Shooto Brasil 22 | Lutas      |
| 5 de agosto de 2011     | Shooto Brasil 24 | Lutas      |
| 6 de setembro de 2011   | Capital Fight 4  | Lutas      |
| 3 de dezembro de 2011   | Shooto Brasil 27 | Lutas      |
| 29 de junho de 2012     | Shooto Brasil 31 | Lutas      |
| 21 de setembro de 2012  | Shooto Brasil 34 | Lutas      |
| 23 de novembro de 2012  | Shooto Brasil 36 | Lutas      |
| 15 de março de 2013     | Shooto Brasil 37 | Lutas      |
| 10 de maio de 2013      | Capital Fight 5  | Lutas      |
| 17 de maio de 2013      | Shooto Brasil 39 | Lutas      |
| 12 de julho de 2013     | Shooto Brasil 41 | Lutas      |

## Patinação

### Campeonato Mundial de Patinação Artística de 2011
O Ginásio Nilson Nelson sediou o 56º Campeonato Mundial de Patinação Artística entre os dias 14 e 27 de novembro de 2011. O torneio foi o primeiro da modalidade a ser disputado no Brasil e contou com a presença de 1.080 atletas de 36 países. As provas foram disputadas nas categorias júnior e sênior.
A delegação brasileira contou com aproximadamente 70 atletas, tendo como destaque os patinadores Marcel Stürmer e Talitha Haas, que participaram dos Jogos Pan-Americanos de 2011, em Guadalajara.

#### Modalidades em disputa
- Figuras obrigatórias
- Duplas de dança
- Duplas de levantamento
- Dança solo
- Dança livre
- Livre
- Inline
- Grupos de precisão
- Minigrupos de show
- Grupos de show

### Espetáculos de patinação no gelo
| Data                     | Show                                                                      | Público |
| ------------------------ | ------------------------------------------------------------------------- | ------- |
| 27 de maio de 2012       | Circo de Moscou no Gelo                                                   | -       |
| 16 a 19 de junho de 2011 | Disney On Ice – Aventuras em Walt Disney World                            | -       |
| 15 de maio de 2008       | Holiday on Ice - Pernalonga e seus amigos na volta ao mundo em 80 minutos | -       |

## Música

### Apresentações internacionais
| Data                      | Show                                                            | Público                            |
| ------------------------- | --------------------------------------------------------------- | ---------------------------------- |
| 22 de março de 2022       | Now United "Wave Your Flag Tour"                                | 7.828 pessoas                      |
| 22 de março de 2016       | Iron Maiden                                                     | 12.000 pessoas                     |
| 25 de março de 2014       | Guns N' Roses                                                   | 11.000 pessoas                     |
| 19 de maio de 2013        | Yes                                                             | 3.000 pessoas                      |
| 28 de março de 2013       | Kaskade                                                         | -                                  |
| 25 de outubro de 2012     | Robert Plant                                                    | 10.000 pessoas                     |
| 7 e 8 de setembro de 2012 | Porão do Rock: Trivium, Red Fang, Gaz Coombes e outros          | 30.000 pessoas                     |
| 15 de maio de 2012        | Roxette                                                         | -                                  |
| 28 de abril de 2012       | Duran Duran                                                     | -                                  |
| 17 de abril de 2012       | Bob Dylan                                                       | -                                  |
| 25 de outubro de 2011     | Sade                                                            | -                                  |
| 21 de setembro de 2011    | Rihanna                                                         | 9.000 pessoas                      |
| 15 de setembro de 2011    | Judas Priest e Whitesnake                                       | -                                  |
| 4 de agosto de 2011       | Avril Lavigne                                                   | 7.000 pessoas                      |
| 29 e 30 de julho de 2011  | Porão do Rock: The Jon Spencer Blues Explosion, Helmet e outros | 55.000 pessoas                     |
| 15 de maio de 2011        | Sublime with Rome                                               | -                                  |
| 22 de abril de 2011       | Motörhead                                                       | -                                  |
| 5 de abril de 2011        | Ozzy Osbourne                                                   | 11.000 pessoas                     |
| 30 de março de 2011       | Iron Maiden                                                     | -                                  |
| 23 de março de 2011       | Seal                                                            | 3.500 pessoas                      |
| 15 de março de 2011       | Tarja Turunen                                                   | -                                  |
| 20 de fevereiro de 2011   | Backstreet Boys                                                 | 5.000 pessoas                      |
| 16 de fevereiro de 2011   | Paramore                                                        | 5.000 pessoas                      |
| 7 de novembro de 2010     | David Guetta                                                    | -                                  |
| 19 de outubro de 2010     | The Cranberries                                                 | 6.000 pessoas                      |
| 17 de outubro de 2010     | Green Day                                                       | 8.000 pessoas                      |
| 22 de setembro de 2010    | Scorpions                                                       | 10.000 pessoas                     |
| 11 de setembro de 2010    | Porão do Rock: She Wants Revenge, The Supersuckers e outros     | 30.000 pessoas                     |
| 21 de agosto de 2010      | Simple Minds                                                    | 2.000 pessoas                      |
| 22 de abril de 2010       | Megadeth                                                        | 3.000 pessoas                      |
| 16 de março de 2010       | A-ha                                                            | 5.000 pessoas                      |
| 7 de março de 2010        | Guns N' Roses                                                   | 13.000 pessoas                     |
| 26 de maio de 2009        | McFly                                                           | -                                  |
| 13 de maio de 2009        | Heaven and Hell                                                 | 10.000 pessoas                     |
| 23 de janeiro de 2009     | Alanis Morissette                                               | -                                  |
| 30 de novembro de 2008    | RBD                                                             | 20.000 pessoas [carece de fontes?] |
| 18 de outubro de 2008     | The Wailers                                                     | -                                  |
| 11 de abril de 2008       | Riders on the Storm                                             | -                                  |
| 28 de abril de 2007       | RBD                                                             | 12.000 pessoas                     |
| 14 de novembro de 2006    | Black Eyed Peas                                                 | 15.000 pessoas                     |
| 10 de novembro de 2006    | New Order                                                       | -                                  |
| 26 de setembro de 2006    | Hillsong United                                                 | -                                  |
| 16 de março de 1997       | Deep Purple                                                     | -                                  |
| 9 de outubro de 1990      | Eric Clapton                                                    | -                                  |
| 22 de setembro de 1974    | Jackson 5                                                       | 25.000 pessoas                     |

### Apresentações nacionais
| Data                      | Show | Público        |
| ------------------------- | --- | -------------- |
| 20 de Janeiro de 2024     | Luísa Sonza |                |
| 20 de maio de 2016        | Roupa Nova | -              |
| 15 de maio de 2016        | Larissa Manoela | -              |
| 29 de agosto de 2015      | Zezé di Camargo & Luciano e Gusttavo Lima | -              |
| 11 de julho de 2015       | Brasília Capital do Rock: Ira! e Nando Reis | -              |
| 22 de maio de 2015        | Roupa Nova | -              |
| 13 de março de 2015       | Leonardo e Eduardo Costa | -              |
| 7 de março de 2015        | Brasília Rock Show: Paralamas do Sucesso e Titãs                                                                                                 | -              |
| 4 de outubro de 2014      | Fernandinho | -              |
| 10 de maio de 2014        | Roupa Nova | -              |
| 13 de abril de 2013       | Naldo e Chiclete com Banana | -              |
| 25 de janeiro de 2013     | Paralamas do Sucesso e Plebe Rude | -              |
| 16 de dezembro de 2012    | Rebeldes | -              |
| 7 e 8 de setembro de 2012 | Porão do Rock: Raimundos, Sepultura, Vanguart e outros                                                                                           | 30.000 pessoas |
| 5 de maio de 2012         | Los Hermanos | 10.000 pessoas |
| 14 de abril de 2012       | Racionais MC's | -              |
| 12 de janeiro de 2012     | Gilberto Gil e Monobloco | -              |
| 3 de dezembro de 2011     | O Rappa | 10.000 pessoas |
| 15 de outubro de 2011     | Seu Jorge | -              |
| 1 de outubro de 2011      | Roberto Carlos | 15.000 pessoas |
| 29 e 30 de julho de 2011  | Porão do Rock: Raimundos, Krisiun, Cidadão Instigado, Garotas Suecas, Copacabana Club, Ratos de Porão, Angra, Dead Fish, Wander Wildner e outros | 55.000 pessoas |
| 1 de julho de 2011        | Paula Fernandes | 16.000 pessoas |
| 4 de junho de 2011        | Nando Reis, Victor & Leo e outros | 18.000 pessoas |
| 11 de setembro de 2010    | Porão do Rock: Andre Matos, Mombojó, GOG, Pato Fu e outros                                                                                       | 30.000 pessoas |
| 25 a 27 de junho de 2010  | Festival de Inverno: Pato Fu, Pitty, Skank, Capital Inicial, NX Zero, Mallu Magalhães, Jorge Ben Jor e outros                                    | 21.000 pessoas |
| 9 de janeiro de 2010      | Biquíni Cavadão | -              |
| 16 de outubro de 2009     | Roberto Carlos | -              |
| 3 de abril de 2009        | Seu Jorge | -              |
| 19 de dezembro de 2008    | Zé Ramalho | -              |
| 14 de dezembro de 2008    | Xuxa | 8.000 pessoas  |
| 13 de dezembro de 2008    | NX Zero | -              |
| 8 de novembro de 2008     | Capital Inicial | -              |
| 26 de abril de 2008       | Natiruts | -              |
| 15 de dezembro de 2007    | Ana Carolina | -              |
| 16 de novembro de 2007    | Sandy & Junior | -              |
| 17 de março de 2007       | Marisa Monte | -              |
| 23 de setembro de 2000    | Sandy & Junior | -              |
| 18 de agosto de 1990      | Titãs | -              |
| 4 de fevereiro de 1990    | Titãs | -              |
| 13 de agosto de 1989      | Raul Seixas e Marcelo Nova | -              |
| 1985                      | Legião Urbana, Plebe Rude e Ultraje a Rigor | -              |

## Teatro
| Data                   | Espetáculo                                              | Público |
| ---------------------- | ------------------------------------------------------- | ------- |
| 11 de maio de 2013     | Turma da Mônica - Era uma vez na floresta               | -       |
| 28 de abril de 2013    | Looney Tunes Live                                       | -       |
| 25 de abril de 2013    | Escola do Teatro Bolshoi no Brasil - Don Quixote        | -       |
| 1 de dezembro de 2012  | Turma da Mônica - A fábrica de brinquedos do Papai Noel | -       |
| 15 de novembro de 2012 | Circo da Rússia - Kukli Teatral                         | -       |
| 18 de agosto de 2012   | Turnê Oficial da Galinha Pintadinha                     | -       |

## Outros usos

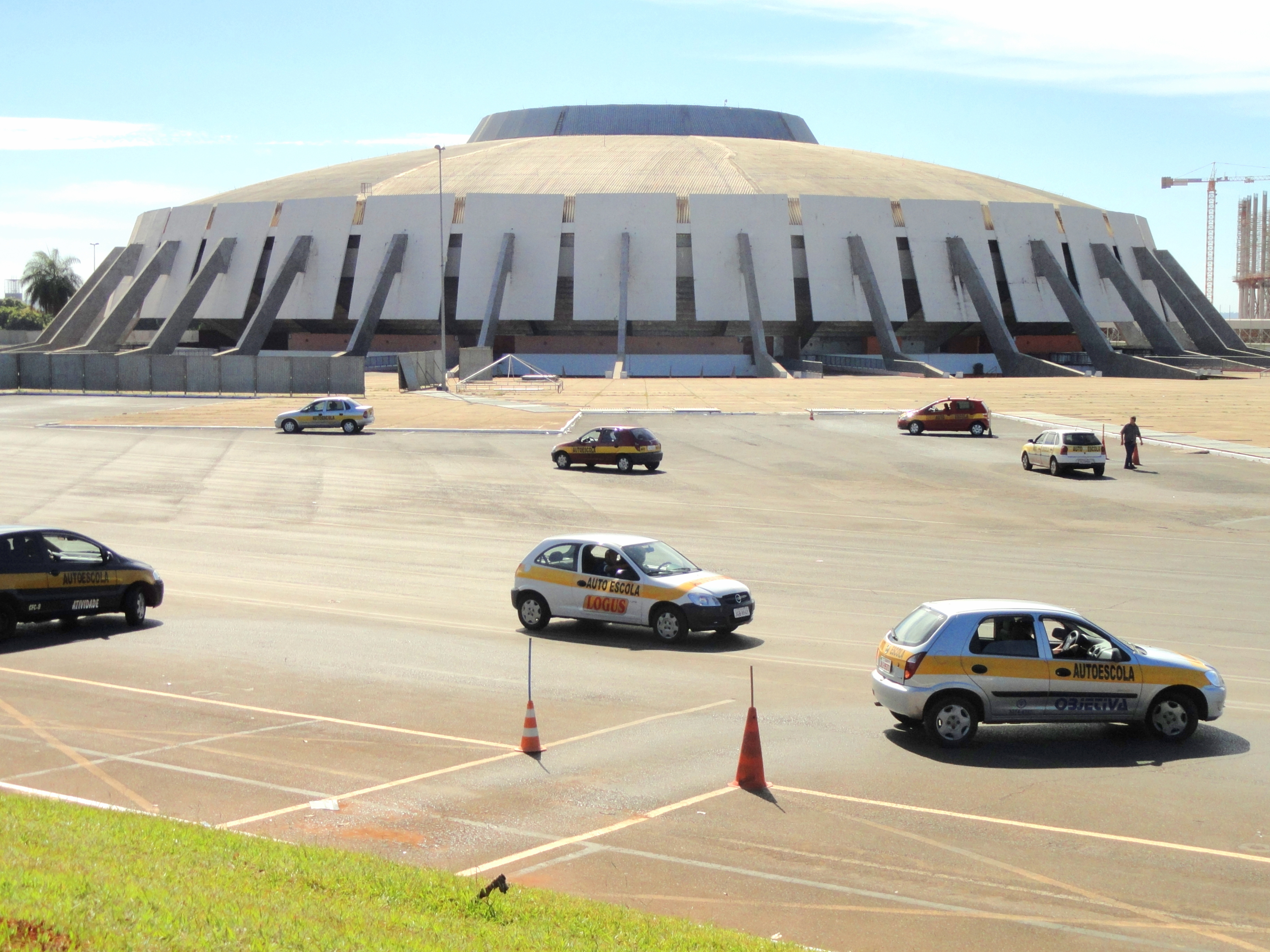
Motoristas em treinamento na área externa do Ginásio Nilson Nelson

### Aulas práticas de condução
A maioria dos Centros de Formação de Condutores nas categorias B e AB de Brasília utilizam o espaço externo do Ginásio Nilson Nelson para as aulas práticas de condução. As provas do Detran do Distrito Federal também são realizadas nesse local.

### Eventos políticos
Em 2023 durante o 59o Congresso da UNE (CONUNE), a União Nacional dos Estudantes usou o estádio para receber os estudantes e realizar seus atos políticos, suas plenárias finais, e votações.